# Lophostoma kalkoae
Lophostoma kalkoae är en fladdermus i familjen bladnäsor som förekommer i Panama. Artepitet i det vetenskapliga namnet hedrar zoologen Elisabeth K. V. Kalko.
Typisk för denna fladdermus är en vit undersida och en vit fläck bakom varje öra. En vit linje sammanlänkar fläckarna med undersidan. Dessutom finns avvikande detaljer av kraniet, tänderna och könsdelarna. För två individer registrerades cirka 45 mm långa underarmar, en svanslängd mellan 8 och 9 mm, ungefär 12,5 mm långa bakfötter och 14 respektive 16 mm lång hälsporre (calcar).
Arten är endast känd från en liten region i Panamas centrala del. Den hittades där i en skog. Två individer vilade i en hålighet i ett träd cirka 12 meter över marken. Hålet skapades av myror av släktet Azteca. Exemplaren hölls tidvis i en bur och de åt vårtbitare. Lätet för ekolokaliseringen är sammansatt av olika melodier.
Inget är känt angående populationens storlek och möjliga hot. IUCN listar arten med kunskapsbrist (DD).